# 源義重
源 義重（みなもと の よししげ / 新田 義重 にった よししげ）は、平安時代後期から鎌倉時代初期にかけての武将。新田氏の祖。武家の棟梁として名を馳せた八幡太郎義家の孫。新田氏本宗家（上野源氏）の初代であり、上野国新田荘を本拠としたため新田義重と称する。新田義貞は仍孫にあたる。

## 生涯

### 新田荘の立荘
永久2年（1114年）、源義国の長子として京で誕生した。母は藤原敦基（前上野介）の娘。
父・義国は下野国足利荘を開墾し、異母弟・足利義康が継承した。義重は、源頼信-頼義-義家-義国と伝領した河内源氏重代の拠点である摂関家領・上野国八幡荘を継承し、また義国と共に新たに同国新田郡の開拓事業に乗り出す。
その過程で源氏一族の源義賢、武蔵国の秩父氏、下野の藤姓足利氏といった諸勢力とは緊張関係に陥るが、一方南関東の支配者で弟義康と相婿でもある源義朝・義平父子とは提携し、娘（祥寿姫）を義平の室としている。また甥の足利義清を猶子とし娘を嫁がせている。
久安6年（1150年）、父・義国は勅勘をこうむり、下野国足利別業に引退した。
仁平3年（1153年）1月22日、『山槐記』に内舎人に任官したと記されているのが、史料上の初見である。久寿2年（1155年）、父・義国が死去した。
保元の乱および平治の乱における義重の動向は不明である。
保元2年（1157年）、平家系の藤原忠雅を領家として新田荘の立券に成功、新田荘司と称した。当時の上野国司藤原重家の舅が鳥羽院御願寺金剛心院の造営に深く関与をした藤原家成であり、藤原氏北家花山院流忠雅の母の兄も家成であった。
ここに至り、かねてより敵対していた藤姓足利氏・秩父氏らと本格的に武力衝突し、渡良瀬川の強行渡河作戦によってこれを撃破し（秩父足利合戦）、さらに北関東における地盤を確固たるものにした。同時に、父・義国が加冠を行った源義清の子である甲斐国の武田信義と親交があり、信義の嗣子信光に自分の娘を嫁がせ、信義の弟・加賀美遠光の加冠を義重が行なっている。また、源盛義とも親交が深く、平賀氏一族の義隆、義澄、義資（義職）を猶子としている。更に、治承・寿永の乱に際して猶子であり娘婿でもある足利義清（矢田義清）が木曾義仲に与した。この事が頼朝の反感を買った要因の一つとされている。
保元4年（1159年）1月29日、大炊助に任じられた（『大間書』）。仁安3年（1168年）1月6日、従五位下に叙された（『兵範記』）。
平家全盛時代にはこれに臣従した。
承安2年（1172年）、隣接する山田郡の園田御厨司（園田氏）と相論を引き起こし、伊勢神宮の神官によって朝廷に訴えられた（『玉葉』）。

### 頼朝挙兵後
治承4年（1180年）の源頼朝挙兵の際には、甥足利義兼・子山名義範・孫里見義成らが早期にその麾下に帰参したのに対し、義重は一時日和見的態度を取る。この背景には、北関東での主導的地位にあり頼朝を格下に見ていたことや、新田荘が平家方の荘園であったこと、また木曾義仲とは親子2代に渡る宿敵関係でありこれを牽制する必要があった、といった要因が挙げられる。
やがて頼朝の威勢興隆を目の当たりにし慌てて鎌倉に駆けつけるが容易に頼朝の不信感を拭うことはできず、安達盛長の取り成しでようやく帰参が叶ったという。さらに、未亡人となっていた娘（祥寿姫）を頼朝の側室にと乞われるもこれを拒否し、より一層頼朝の不興を買ったと伝えられている。
甥の足利義兼が逸早く頼朝の下に駆けつけて活躍し以後代々北条氏と姻戚関係にあって強固に結びつくことによって幕府内での地位を保ったのに対し、義重の鎌倉政権内における立場は常に微妙であり、鎌倉幕府成立のために積極的に協力したとは言いがたいものがあった。このことが足利・新田両氏の処遇の差となって表れ、後代まで尾を引いていくことになる。但し義重自身は源家の最長老であり、幕府成立時点で八幡太郎義家にもっとも血統が近い者として一定の敬意を受けていたようである。この頃に出家し、上西入道と称したという。
晩年は、嫡男・義兼と共に新田家の家督を継いだばかりの曾孫の政義の後見役を務めた。建仁2年（1202年）に老衰のために新田荘で没した。『新田足利両家系図』によると享年89、『尊卑分脈』では享年68とする。
『吾妻鏡』によると、建久4年（1193年）4月28日、頼朝は那須狩の帰りに式部大夫入道上西新田館にて遊覧している。没年の建仁2年（1202年）1月29日の記述に頼朝未亡人北条政子が2代将軍頼家に対して、「故仁田入道上西（義重）は源家の重鎮であったが、その死去から20日もたっていないのに蹴鞠に興じるのは然るべからず」と叱責する記述がなされている。
慶長16年（1611年）3月22日、義重の子孫と称する徳川家康により、鎮守府将軍に任官される（贈官）。

## 系譜
父：源義国
母：藤原敦基の娘
正室
- 源親弘の娘

娘
- 祥寿姫 - 源義平室

息子
長幼順は系図により異同がある。『新田町誌』では義俊・義範・義兼・義季・経義の順とする。
- 里見義俊（母：不詳） - 新田太郎（「長楽寺草写本源氏系図（長楽寺系図）」では四郎）
- 山名義範[1]（母：不詳） - 新田太郎三郎、山名三郎（「長楽寺系図」では四良義俊の次で伊豆守）
- 新田義兼（母：源親弘の娘） - 新田次郎
- 世良田義季（母：源親弘の娘） - 得川四郎（「長楽寺系図」では次郎）
- 額戸経義（母：不詳） - 額戸五郎（「長楽寺系図」では三郎）

経義より下の諸子は各系図で異同がある。なお『新田町誌』は記載しない。
- 『尊卑分脈』
  - 義光 - 新田冠者。鎮西地方の新田鎮実は義光の末裔と自称した。
  - 義佐 - 小四郎。治承5年（1181年）に討たれたという[11]。「義任」と誤記される。
- 「新田岩松系図」（新田宵子所蔵）[12]、「長楽寺系図」（長楽寺に伝来）[12]
  - 義益 - 「長楽寺系図」で新太六良。「巻外長楽寺系図」[13]にある別系図では三郎。「義盛」と誤記される。
  - 昌尊 - 「長楽寺系図」では別名を昌道とする[11]。

## 画像集

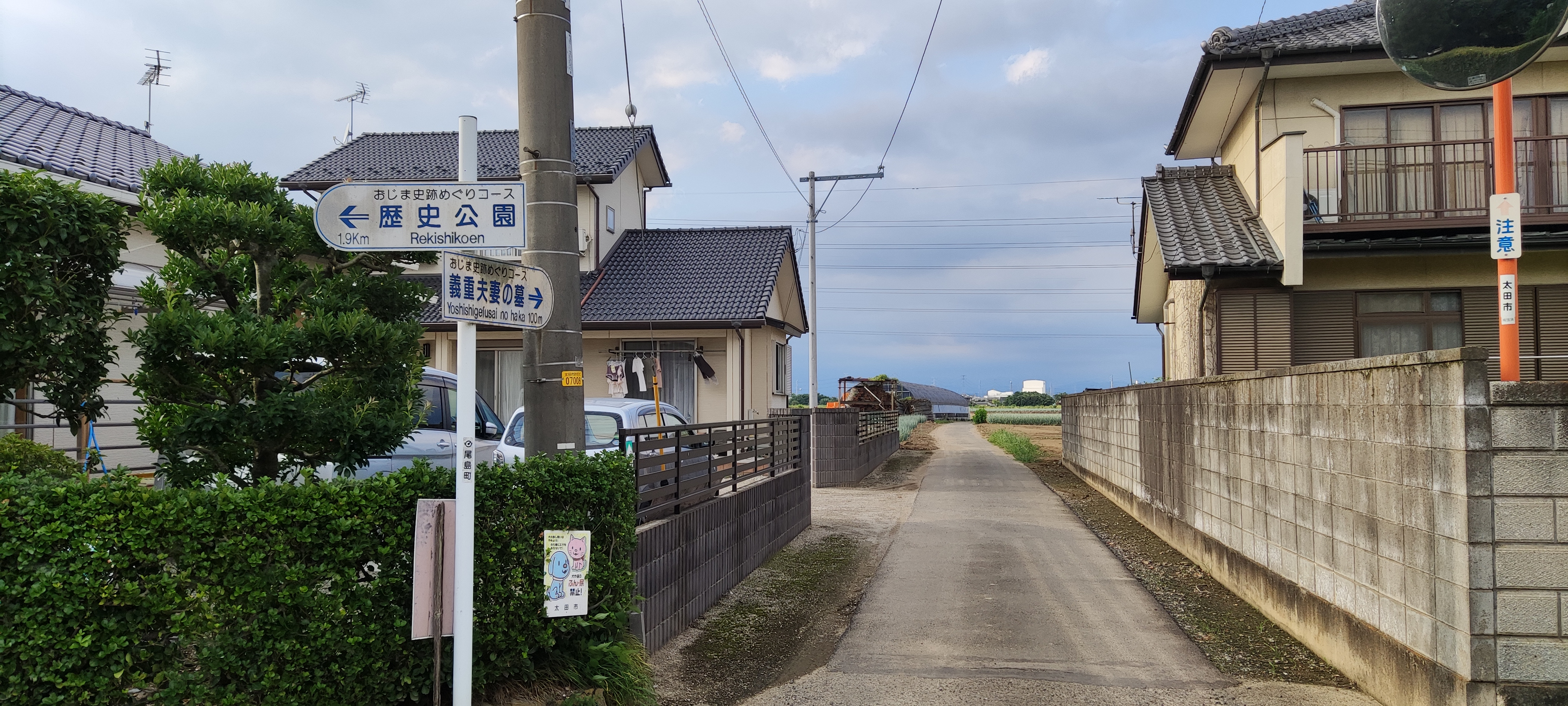
伝新田義重夫妻之墓（案内板）（民家奥左手畑の中）
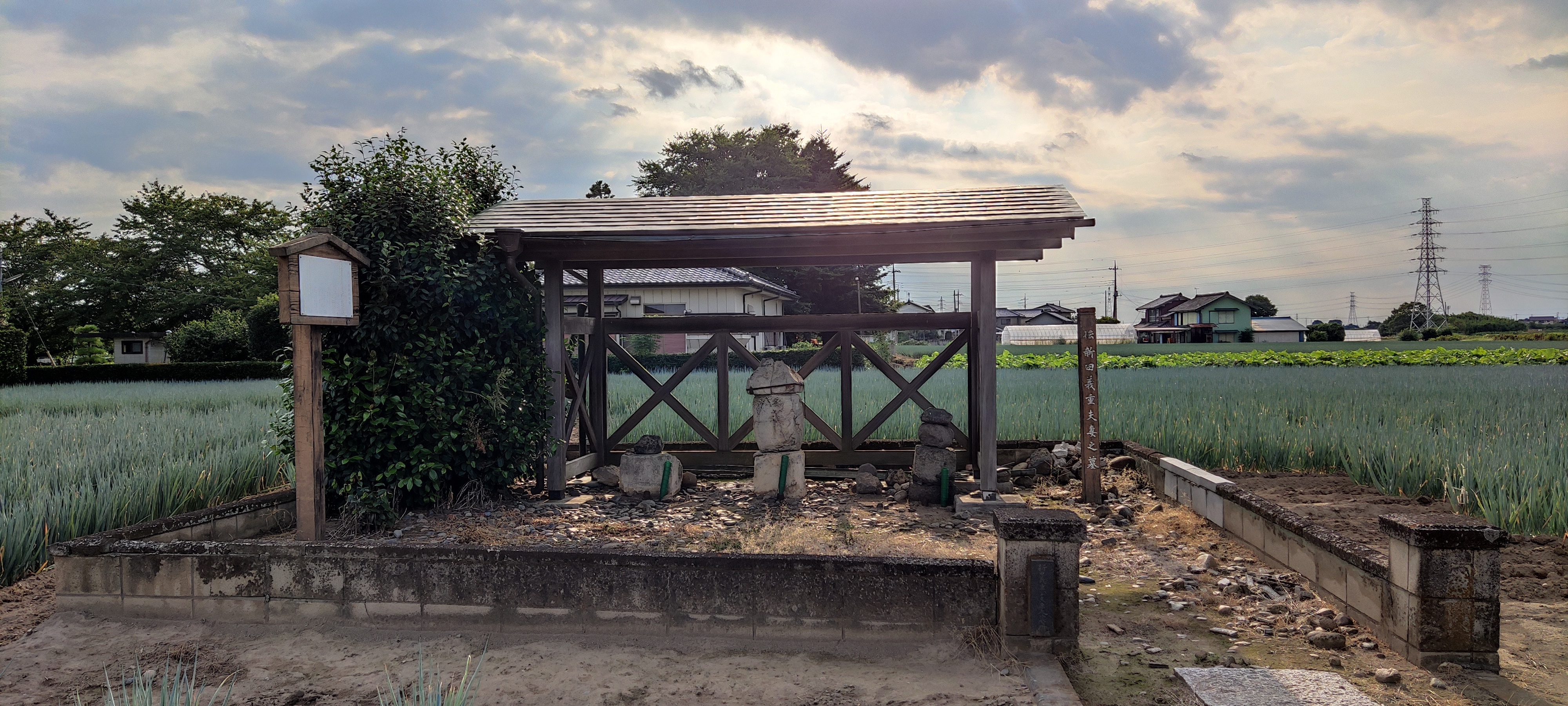
伝新田義重夫妻之墓（全体）（群馬県太田市徳川町388‐11）
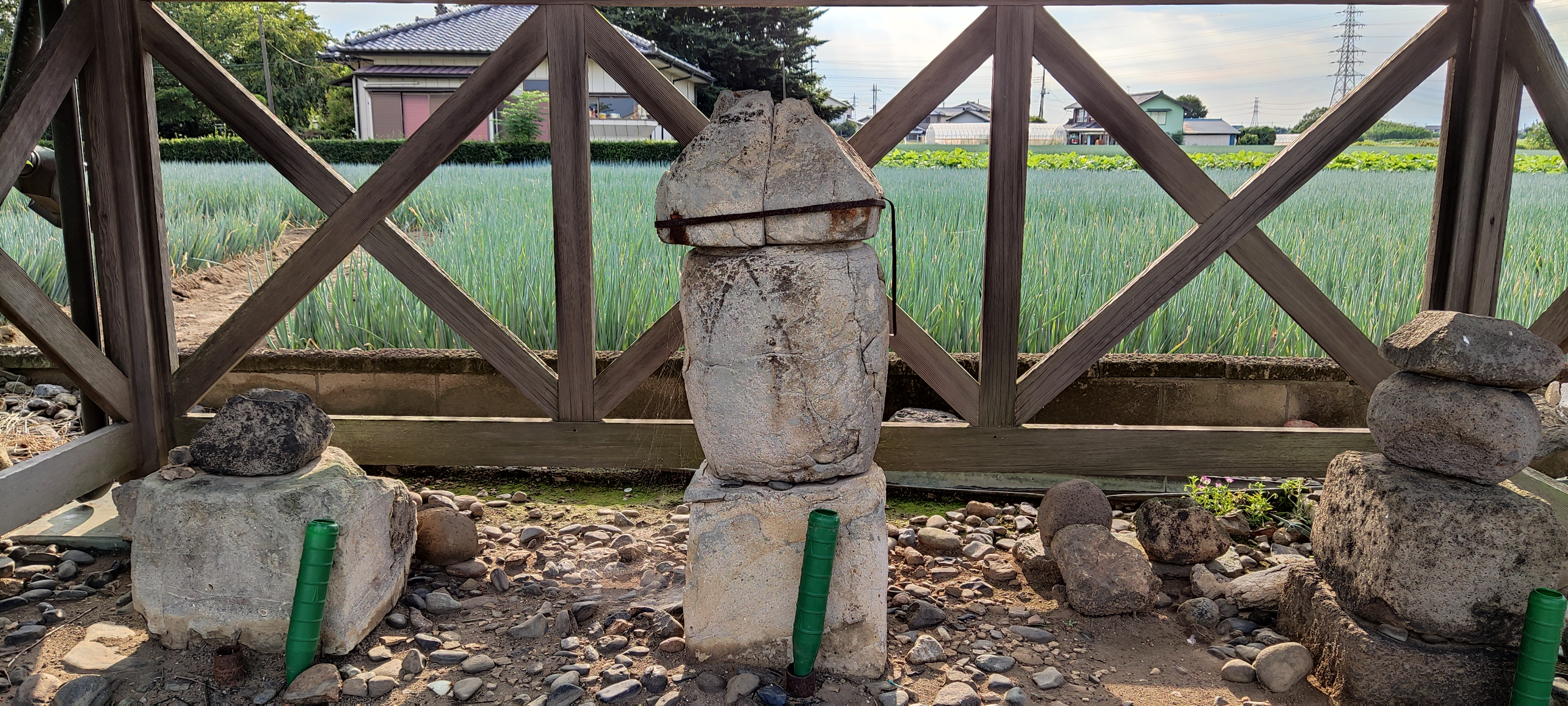
伝新田義重夫妻之墓（詳細）（この付近で発掘された壺は新田荘歴史資料館展示）